# Hymne an die Nacht (Beethoven)
Hymne an die Nacht ist ein Musikstück für mehrstimmigen Chor. Es geht zurück auf eine Liedbearbeitung Friedrich Silchers, der dem Thema und einer Variation aus dem zweiten Satz von Ludwig van Beethovens Klaviersonate Nr. 23 einen Text für Gesangsstimme unterlegte. Ignaz Heim setzte diese Liedbearbeitung für Männerchor a cappella und später auch für andere Chorbesetzungen aus, und in dieser Form ist es bis heute bekannt. Das Werk wird wegen seines feierlich-besinnlichen Charakters gern zur Weihnachtszeit aufgeführt.

## Struktur
Der Chorsatz besteht aus zwei Strophen identischer Vertonung, die ihrerseits wiederum zweigeteilt sind. Der erste Teil ist in Form einer ruhig dahinfließenden Choralmelodie gehalten. Der zweite Teil hat einen beschwingteren Duktus, zumal auch der Text hier Aufbruchstimmung vermittelt. Er zeigt eine Steigerung, deren Höhepunkt bei der ersten Silbe des Wortes „gerne“ erreicht wird, noch betont durch einen stark gespannten Akkord, der sich im „flieh’n himmelwärts“ auflöst. Da der zweite Teil sich textlich zwischen den Strophen nur geringfügig unterscheidet und zudem wiederholt wird, wirkt er als Refrain.

## Text
Der Text erschien ohne Autorangabe. Es gibt verschiedene Vermutungen, von wem er stammt. Nahe liegt zunächst die Überlegung, dass Friedrich Silcher ihn selbst verfasst hat, möglicherweise mit Unterstützung von Hermann Kurz. In neueren Drucken wird er mehrfach Friedrich von Matthisson zugeschrieben, ein Nachweis dafür wird aber nicht gegeben.
1. Heil’ge Nacht, o gieße du

Himmelsfrieden in dies Herz!

Bring dem armen Pilger Ruh,

Holde Labung seinem Schmerz!

Hell schon erglüh’n die Sterne,

Grüßen aus blauer Ferne:

Möchte zu euch so gerne

Flieh’n himmelwärts!
2. Harfentöne, lind und süß,

Weh’n mir zarte Lüfte her,

Aus des Himmels Paradies,

Aus der Liebe Wonnemeer.

Glüht nur, ihr goldnen Sterne,

Winkend aus blauer Ferne:

Möchte zu euch so gerne

Flieh’n himmelwärts!

### Deutungsmöglichkeiten
Obwohl das Werk bevorzugt im weihnachtlichen Kontext aufgeführt wird und der Beginn „Heil’ge Nacht“ auch an Weihnachtslieder erinnert, haben Text oder Musik keine spezifisch weihnachtlichen Bezüge. Zwar ist eine religiöse Deutung denkbar, in der es die „heilige“ Weihnachtsnacht ist, die dem Gläubigen Frieden und neue Hoffnung auf die Freuden des Paradieses vermittelt und ihm dadurch wieder Kraft schenkt, sein Leben zu bewältigen. Aber die Beethoven-Textierungen, die Silcher veröffentlichte, kreisten sämtlich um zwei Themen, von denen eines die „Verherrlichung der Natur (des Todes)“ war. Das lässt sich auch auf diesen Text anwenden. Die metaphorische Nutzung religiöser Begriffe (Pilgerschaft, heilig) ist ein wohlbekanntes Element der bildhaften Sprache der Romantik. Auch die Sehnsucht nach Erlösung in der von den Sternen symbolisierten Ferne („möchte zu euch […] flieh’n himmelwärts“) folgt romantischen Denkstrukturen.

## Entstehung

### Beethovens Vorlage
Die musikalische Vorlage der Bearbeitung ist das Thema des 2. Satzes (Andante con moto) der im Jahre 1807 veröffentlichten Klaviersonate Nr. 23 „Appassionata“ von Ludwig van Beethoven. Der Satz steht in Des-Dur. Im Unterschied zu den schnellen und aufgewühlten Ecksätzen der Sonate ist dieser langsame Mittelsatz eher kontemplativ-statisch aufgebaut. Das aus zwei achttaktigen Perioden bestehende Thema wird vorgestellt und es folgen drei Variationen; den Schluss bildet eine variierte Rückkehr des Themas. Paul Bekker sprach von einem „gebetsartigen Thema“.

### Silchers Bearbeitung als Klavierlied
Friedrich Silcher wählte dieses Thema aus, um den Klavierpart mit einem Gesangstext für Solostimme zu unterlegen, ähnlich wie er bei weiteren Vorlagen Beethovens verfuhr. Insgesamt veröffentlichte er zwölf derartige Bearbeitungen in drei Heften, die hier behandelte Bearbeitung erschien im ersten Heft seines Werks Melodien aus Beethovens Sonaten und Sinfonien zu Liedern für eine Singstimme eingerichtet, das er Emilie Zumsteeg widmete. Es gibt unterschiedliche Angaben zur Datierung dieser Publikation; die frühesten nachweisbaren Anzeigen des Werks datieren aus dem Jahr 1846, sodass die Veröffentlichung sehr wahrscheinlich in den Zeitraum 1844 bis 1846 fällt. Das Lied stand hier unter dem Titel An die Nacht. 
Für die erste Strophe und deren refrainartigen zweiten Teil nutzte Silcher das Thema selbst, die zweite Strophe unterlegte er der zweiten Variation, offenbar motiviert durch die Sechzehntel-Arpeggien im Klaviersatz, die mit dem Text „Harfentöne, lind und süß“ korrespondieren. Er übernahm den Klaviersatz weitgehend, mit relativ geringen, vereinfachenden Abweichungen. Wie in den anderen Bearbeitungen löste er die Oberstimme von Beethovens Thema aus dem Satzverband und stellte sie so als Melodie dem Klaviersatz gegenüber, der nunmehr als Begleitung erschien. Die so gewonnene Melodie für die Gesangsstimme blieb dann auch für die zweite Strophe mit ihrer Arpeggien-Begleitung unverändert erhalten. Die Herauslösung einer Melodie fällt in dieser Bearbeitung besonders auf, weil bei Beethoven eigentlich keine selbstständige „Oberstimme“ erkennbar ist, sondern ein akkordischer Satz, in dem die oberste Stimme keineswegs führend ist, sondern zumindest zu Beginn im Wesentlichen aus Tonwiederholungen und den benachbarten Wechselnoten besteht. Zudem transponierte Silcher das Stück aus der originalen Tonart Des-Dur um eine Quinte nach oben in As-Dur. Dies könnte mit gesangstechnischen Erwägungen begründet sein, da das Thema bei Beethoven in sehr tiefer Lage einsetzt, aber auch mit den damals gängigen Tonartencharakteristiken. Anders als bei den anderen Liedbearbeitungen von Beethoven-Kompositionen, die Silcher in diesen Heften vornahm, gab er für dieses Lied ausdrücklich an, dass die Bearbeitung „auch für Alt- oder Baritonstimme“ geeignet sei, was trotz der Transposition angesichts der Lage der Singstimme naheliegt.
An die Nacht gehört zu den fünf Liedbearbeitungen Silchers, zu deren Text er keinen Autor angab. Die Musikdramaturgin Ronny Dietrich hat festgestellt, dass sich besonders in diesen Textierungen Übernahmen aus dem Vokabular von Beethovens Brief an die unsterbliche Geliebte häufen, den der Beethoven-Biograf Anton Schindler 1840 publiziert hatte. Inhaltliche Übereinstimmungen mit den Themen dieses Briefs finden sich aber auch in den namentlich zugeschriebenen Texten. Generell lassen sich die Themen der Texte ihr zufolge unter zwei Themen rubrizieren: „Anbetung der (entfernten) Geliebten“ und „Verherrlichungen der Natur (des Todes)“. Zumindest bei einigen Texten ist es wahrscheinlich, dass sie eigens zum Zweck der Textunterlegung geschrieben wurden. Eine naheliegende Vermutung ist, dass Silcher sie selbst verfasste, möglicherweise aber auch Hermann Kurz. Dafür spricht etwa ein Brief Silchers vom 9. Januar 1845, in dem Silcher schrieb: „Es ist nichts schwieriger, als solche Lieder der Musik zu unterlegen. Ich habe es immer bei Kurz gefunden.“
In einigen Veröffentlichungen insbesondere im 21. Jahrhundert wird Friedrich von Matthisson als Textautor vermutet, jedoch ohne Angabe, worauf sich diese Vermutung stützt. In den Gedichtsammlungen Matthissons, der zum wahrscheinlichen Erscheinungszeitpunkt der Liederhefte schon dreizehn Jahre tot war, ist ein derartiges Gedicht nicht aufzufinden. Allerdings gibt es eine zeitgenössische Rezension von Silchers Beethoven-Liederheften, die möglicherweise einen Ausgangspunkt dieser Vermutung bildet. Es handelt sich um einen anonymen Text mit dem Titel Beethoven’sche Lieder, der in zwei Fortsetzungen 1848 im Morgenblatt für gebildete Leser erschien. Der Autor schrieb, dass außer bekannten auch unbekannte Autoren Texte zu den Liedern beisteuerten. Im Fall von An die Nacht hielt er es für wahrscheinlich, dass der Text von demselben „Matthissonianer“ stammte, der auch die Textierung der Klaviersonate op. 26 verfertigt habe („Matthisson oder ein verwandter Geist“). Beethoven hatte ja schon zu Lebzeiten auch Werke von Matthisson als Kunstlieder vertont, vor allem Adelaide. Allerdings könnte der Rezensent auch auf Justinus Kerner angespielt haben, der sich selbst in einem Brief an Ludwig Uhland als „Matthissonianer“ bezeichnet hatte und später ein Gelegenheitsgedicht verfasste, das sehr ähnliche Formulierungen aufwies: „Es gießt in’s Herz dir seinen Himmelsfrieden.“

### Heims Bearbeitung für Männerchor
Eine Bearbeitung von Silchers Lied für vierstimmigen Chor lag nahe, da Beethovens Thema zwar „real singbar“, aber von vornherein mehrstimmig angelegt ist, also nicht als Melodiestimme mit Begleitung. Richard Rosenberg schrieb, der Chorbearbeiter habe gar nicht viel tun müssen; seine Hauptaufgabe sei die Unterlegung eines „würdigen Texts“ gewesen. Als Chorstück wirke das Werk „wie eine Originalkomposition“; man würde kaum vermuten, dass diese „schlicht erfundene und gesetzte Melodie“ aus einem anspruchsvollen Werk stamme. Aufgrund der tiefen Lage bot sich ein Männerchor an. Zudem war Silcher ja selbst dadurch bekannt geworden, dass er Volks- und Kunstlieder für vierstimmigen Männerchor gesetzt und damit die Laienchorbewegung gefördert hatte (unter anderem durch den Chorsatz Am Brunnen vor dem Tore).
Ignaz Heim hat, zunächst für das eidgenössische Sängerfest 1858 in Zürich, dann ein solches Arrangement für vierstimmigen Männerchor geschaffen. Es erklang auf dem Sängerfest unter dem Titel Hymne an die Nacht. Im Fest-Album hieß es, Heim habe damit die Zuhörer beruhigt und ihnen zugleich „die Sehnsucht nach dem Jenseits in den Busen“ gelegt. Die Partitur findet sich zunächst im Album für den vierstimmigen Männerchor der Schulsynode des Kantons Zürich und dann 1862 in einer Sammlung von Volksgesängen für den Männerchor.
Als Vortragsbezeichnung gab Heim „Sehr langsam, mit Ausdruck“ bzw. „Sehr langsam und ausdrucksvoll“ an, also ein deutlich getrageneres Tempo als Beethovens „Andante con moto“. Er transponierte das Lied erneut nach oben, in die im Notenbild leichter zu erfassende Tonart F-Dur, und vereinfachte den Satz deutlich. Insbesondere ließ er die schnellen Figurationen der Bassstimme weg und verwendete nurmehr die zweimal acht Takte des Themas, sodass sich ein schlichtes Strophenlied ergab. Dies erleichterte wesentlich die Singbarkeit des Stücks für einen Laienchor und verlieh ihm gleichzeitig einen statischen Charakter. Der Bezug der „Harfentöne“ im Text zu den Arpeggien in der Begleitung ging damit allerdings verloren.

## Aufführungen und Ausgaben
Die Chorbearbeitung hatte schnell großen Erfolg im ganzen deutschen Sprachraum. Sie wurde noch vor 1860 in die von dem Braunschweiger Kapellmeister Franz Abt herausgegebene Sammlung Leichte Männerchöre aufgenommen. Heim schob Arrangements für anders besetzte Chöre nach: für den gemischten Chor (1863, in C-Dur) und für Knaben-, Mädchen- und Frauenchor (1867, in Es-Dur).
Der Chorsatz fand Eingang in zahlreiche Liederbücher und Sammlungen, so etwa in Ludwig Erks Deutsche Liedertafel (1884) und Heinrich Pfeils Liederschatz für Männerchor (1891). Er gehörte im 19. und 20. Jahrhundert zum Repertoire vieler Männergesangvereine. Auch in gemischten Chören und in der Schulmusik war das Stück im ganzen deutschen Sprachraum sehr beliebt. Es erschienen Neuarrangements, so unter anderem von Joseph Haas (1927, in seiner Sammlung Ludwig van Beethoven: Zehn Männerchöre). Richard Rosenberg konnte noch 1957 in seinen Studien über Form und Vortrag von Beethovens Klaviersonaten schreiben: „Das Thema des Andante con moto gehört zu den populär gewordenen Melodien des Meisters. Ins Volk gedrungen ist es […] nicht in seiner Originalgestalt, sondern in einer Bearbeitung Silchers.“ Die Laienmusikpflege ist die Domäne der Chorbearbeitung geblieben, erkennbar daran, dass Musikverlage sie auch im 21. Jahrhundert verfügbar halten, so Schott, Carus und andere; zudem gibt es auch frei verfügbare Noten etwa in der Choral Public Domain Library und im International Music Score Library Project.